# Nemzetközi Mária Kongresszusok listája
A katolikus egyházban sok vita és kérdés felvetődött Szűz Mária személyéről és üdvtörténeti jelentőségéről. Ezeket kongresszusokon vitatják meg. A Nemzetközi Mária Kongresszusok listája tartalmazza az összes Pontifical Academy of Mary (PAMI) által szervezett kongresszusokat időrendi sorban.

## Kongresszusok listája[1][2]

### 20. századi világháborúk előtti Mária Kongresszusok
A kezdeti kongresszusokat az áhítat, ünneplés jellemezte.
| Mária Kongresszus               |
| ------------------------------- |
| 1. Lyon, Franciaország 1900     |
| 2. Fribourg, Svájc 1902         |
| 3. Róma, 1904                   |
| 4. Einsiedeln, Svájc 1906       |
| 5. Salzburg, Ausztria, 1908     |
| 6. Zaragoza, Spanyolország 1910 |
| 7. Treviri, Németország         |

A 20. századi világháborúk után a Mária kongresszusok kibővültek mariológiai kongresszussal.
Így 1950-ben az első mariológiai tisztán teológiai és a nyolcadik Mária kongresszusra gyülekeztek a hívők összevontan.
| Nemzetközi Mariológiai kongresszus | Nemzetközi Mária Kongresszus |
| --- | ---------------------------- |
| 1. Róma 1950 "Alma Socia Christi | 8.                           |
| 2. Róma 1954. október 24. - november 1. "Immaculata Szűz." | 9.                           |
| 3. Lourdes 1958, "Mária és az egyház" | 10.                          |
| 4. St. Domingo 1965, "Maria in S. Scriptura" | 11.                          |
| 5. Lisszabon, Portugália, 1967 "Patrisztikus mariológia" | 12.                          |
| 6. Zágráb, Horvázország 1971 "VI.-XI. századi Mária-kultuszról" " | 13.                          |
| 7. Róma 1975 "XII. -XIV. századi Mária-kultuszról" | 14.                          |
| 8. Zaragóza, Spanyolország 1979 október 3.- 9. " XVI. századi Mária-kultuszról" | 15.                          |
| 9. Málta 1983 "XVII.-XVIII. századi Mária-kultuszról" " | 16.                          |
| 10. Kevelaer, Németország 1987. szeptember 11-20. "XIX.-XX. századi Mária-kultuszról" " | 17.                          |
| 11. Huelva, Spanyolország 1992 "Máriás doktrina, áhitat és kultusz a Második Vatikáni Zsinattól napjainkig" | 18.                          |
| 12. Czestochowa, Lengyelország. 1996. augusztus 18-24. "Mária az Úr Anyja, az üdvösség misztériumában, amelyet ma a Szentlélekben ünnepelnek a keleti és nyugati egyházak." Egy kérelem arra vonatkozólag, hogy határozzák meg Mária, mint közvetítő szószóló dogmáját. | 19.                          |

1996-ban A Mária kongresszus szervezését egy stabil tanácsra bízták, beolvadt és az Akadémia Tanácsára bízták.
| Nemzetközi Mariológiai-Mária Kongresszus |
| --- |
| 20. Róma, Vatikánváros. 2000 "Mária és a Szentháromság misztériuma" |
| 21. Róma, Vatikánváros. 2004. december 4-9. "A názáreti Mária üdvözli Fiát a történelemben."                                                                                  |
| 22. Lourdes, Franciaország. 2008. szeptember 4-8. "Az egyházmegyei püspök és a Hittani Kongregáció tantételei, irányelvei és kompetenciái a Mária-jelenések felismeréseiben." |
| 23. Róma, Vatikánváros. 2012. szeptember 4-9. "Mariológia a Második Vatikáni zsinatból"                                                                                       |
| 24. Fatima, Portugália. 2016. szeptember 6-11. "A fatimai esemény száz évvel később. Történelem, üzenet és aktualitás.                                                        |
| 25.Interneten. 2021. szeptember 8-11. "Mária, a teológiák és a mai kultúrák között. Modellek, kommunikáció, perspektívák,"                                                    |